# Letrado (funcionario) (España)
Un letrado (funcionario) en España es un funcionario público de una institución pública graduado en Derecho que desempeña las funciones de asesoramiento jurídico de la institución. Entre sus funciones están la de realizar informes jurídicos, preparar resoluciones administrativas (de sanciones, de concesión o denegación de becas, de concesión o denegación de licencias de obras, etc.), resolver reclamaciones de responsabilidad patrimonial de la administración y demás.
Esta figura también suele recibir el nombre de "Letrado-Asesor", "Técnico Superior Jurídico", "Técnico Superior Jurídico-Letrado", "Técnico Superior, Rama Jurídica" o "Titulado Superior Jurídico". En algunas ocasiones (dependiendo de la administración) el puesto de "Técnico Superior Jurídico" y de "Letrado" pueden ser considerados como parte de diferentes escalas, aunque los dos con la misma titulación, mismo campo, misma preparación, mismo cuerpo (jurídico) y mismo acceso, pero con alguna diferencia entre sus funciones (escalas).
Generalmente toda administración pública (gobierno, Banco de España, servicios de salud, empresas públicas...) cuenta con sus propios servicios jurídicos y en ellos se encuentran los letrados (letrados de los servicios jurídicos), que forman el cuerpo de letrados de la institución. Hay que tener en cuenta que letrado es un término polisémico con varias definiciones, entre ellas la de abogado. Sin embargo la figura de letrado (funcionario) no debe ser confundida con la de abogado. La Real Academia de la Lengua Española (RAE) define el letrado (funcionario) como "jurista de una institución pública encargado de estudiar y preparar sus dictámenes o resoluciones".
Entre los ejemplos de letrado (funcionario) están las siguientes.
- Los letrados de las Cortes Generales (Congreso de los Diputados y el Senado)[8][9][10][11]
- Los letrados de la Seguridad Social[12][13][14]
- Los letrados de los Gobiernos de las comunidades autónomas[15][16]
- Los letrados de los Parlamentos de las comunidades autónomas[17][18][19][20][21]
- Los letrados del Consejo de Estado[22][23]
- Los letrados del Consejo General del Poder Judicial[24]
- Los letrados del Banco de España[25][26]
- Los letrados de los Servicios de Salud de las comunidades autónomas[27][28]
- Los letrados de los consejos consultivos de las comunidades autónomas
- Los letrados de las entidades locales, administraciones locales o diputaciones[29][30][31][32][33]
- Los letrados de cualquier otra institución, administración pública, entidad pública o empresa pública[34][5][35]

Como funcionarios de carrera se accede por el sistema de oposición o de concurso-oposición. También puede haber letrados interinos como personal eventual que suple de forma transitoria la falta de un letrado funcionario (el titular de la plaza).
No se debe confundir a los letrados de los servicios jurídicos de una administración pública con los letrados de la administración de justicia (secretarios judiciales) que son los directores de la oficina judicial y actúan como ministro de fe pública en los tribunales.

## Acceso
Como requisito para el acceso al puesto de letrado (funcionario) únicamente es necesario el grado en Derecho. Ese es otro motivo por el que no se deben confundir la ocupación de letrado (funcionario) y la ocupación de abogado. Para letrado (funcionario) es necesario el grado en Derecho (cuatro años) y la superación de una oposición o concurso oposición (no siendo necesario poseer ningún máster). Para ser abogado es necesario el grado en Derecho, el máster en abogacía y la superación de la prueba de acceso a la abogacía (unos seis años de formación en total).

## Funciones
Las funciones de los letrados de los servicios jurídicos de una administración pública son las propios del asesoramiento jurídico.
- Elaborar informes técnico-jurídicos
- Realizar resoluciones administrativas (de sanciones, de concesión o denegación de becas, de concesión o denegación de licencias de obras, etc.),
- Resolver reclamaciones de responsabilidad patrimonial de la administración
- Elaborar convenios, contratación pública y pliegos administrativos
- Proporcionar asesoramiento jurídico general

Además de las anteriores, dependiendo de si la administración correspondiente considera el puesto de "Técnico Superior Jurídico" y de "Letrado" como parte de diferentes escalas (con alguna diferencia entre sus funciones), corresponde a los letrados la representación y defensa en juicio de la Administración (la litigación en juicio).
La Ley Orgánica del Poder Judicial (LOPJ), en su artículo 551.3, dispone que "la representación y defensa de las comunidades autónomas y las de los entes locales corresponderán a los letrados que sirvan en los servicios jurídicos de dichas Administraciones públicas, salvo que designen abogado colegiado que les represente y defienda". Es por ello que a los letrados de los servicios jurídicos les corresponde la representación y defensa en juicio de la Administración (la litigación en juicio).
Este punto ha recibido ciertas críticas, debido a que los letrados (funcionarios) solamente poseen el grado en Derecho (no es necesario ningún máster para ser letrado) y no tienen formación en abogacía y litigación en juicio. Además los "Técnico Superior Jurídico" se limitan a la elaboración de informes, reclamaciones y demás y tras años en esas funciones al pasar a la escala de letrados no tienen ninguna preparación en abogacía y litigación en juicio. Por ello en algunas ocasiones las administraciones públicas suelen contratar servicios externos de abogados.

## Letrado mayor
Las administraciones públicas cuentan con sus propios servicios jurídicos y en ellos se encuentran los letrados (letrados de los servicios jurídicos), que forman el cuerpo de letrados de la institución. De todos los letrados del cuerpo el que dirige a todos los demás recibe el nombre de Letrado Mayor y se nombra de entre todos los letrados (funcionarios). Por ejemplo, el letrado mayor de las Cortes Generales o el letrado mayor del Senado.

## Letrados (funcionarios) notables
Entre las personas notables que han desempeñado el puesto de letrado (funcionario) en alguna institución pública están entre otros Félix Bolaños (letrado del Banco de España), Fernando Galindo Elola-Olaso (letrado del Congreso de los Diputados), Olatz Garamendi (letrada del Gobierno Vasco),  Elena Zárate Altamirano (letrada del Consejo Consultivo de Canarias) o Unai Rementería (letrado de la empresa pública Euskal Trenbide Sarea).